# An Thanh, Quỳnh Phụ
An Thanh là một xã thuộc huyện Quỳnh Phụ, tỉnh Thái Bình, Việt Nam.
Xã An Thanh có diện tích 4,12 km², dân số năm 1999 là 4564 người, mật độ dân số đạt 1108 người/km².
Xã An Thanh có 4 thôn là thôn Đông, thôn Thượng, thôn Thanh Mai và thôn Minh Đức.